# عبور كوكب

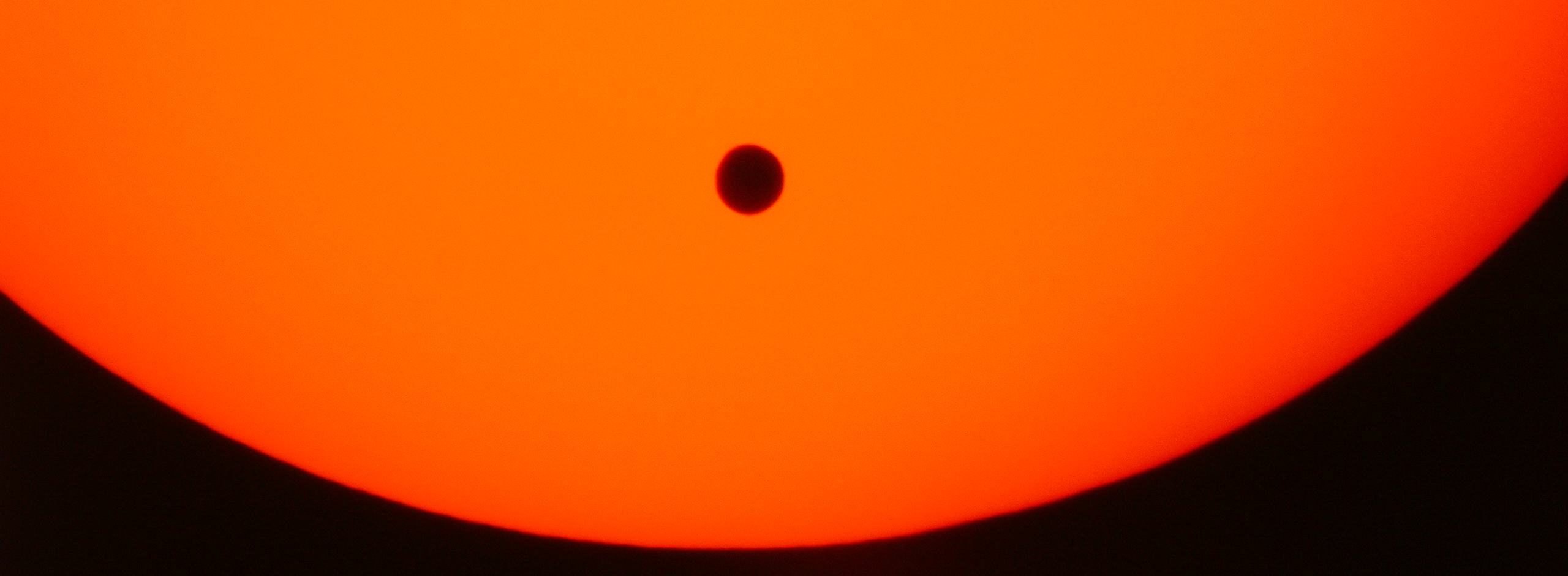
عبور الزُّهرة يوم 8 يونيو 2004 في الساعة 10:19 بتوقيت وسط أوروبا، ويبدو الزُّهرة كبقعة مستديرة سوداء على قرص الشمس.

عبور كوكب في الفلك (بالإنجليزية : Planet transit)هو عبور كوكب عبر صفحة الشمس ويرى من الأرض . عند عبور كوكب لصفحة الشمس فإنه يرى كبقعة مستديرة سوداء أصغر كثيرا من قطر الشمس . هذا العبور ما هو إلا خسوف صغير للشمس حيث أن عند خسوف الشمس يعبر القمر بحجمه النسبي الكبير صفحة الشمس فيغطيها بالكامل أحيانا في حالة الخسوف الكلي. ونطرا لبعد الكواكب عنا كثيرا فهي تبدو أصغر كثيرا من القمر .
يحدث العبور عندما يكون الكوكب بين الأرض والشمس على خط واحد .
يمكن من الأرض مشاهدة اثنين من عبور الكواكب :
1. عبور عطارد
2. عبور الزهرة

ذلك لأن فلكي عطارد و الزهرة أصغر من فلك الأرض حول الشمس .
عن طريق مشاهدة عبور الزهرة للشمس في عامي 1761 و 1769 من مواقع مختلفة على الأرض أمكن تعيين بعد الشمس عن الأرض . وقد رؤي أخر عبور لعطارد من أوروبا يوم 7 مايو 2003 ، وسيحدث العبور القادم لكوكب الزهرة يوم 6 يونيو 2012 . ولم يمكن رؤية عبور عطارد يوم 8 نوفمبر 2006 من أوروبا.

## اقرأ أيضا
- عبور فلكي
- كسوف الشمس
- خسوف القمر
- كسوف الشمس 13 نوفمبر 2012
- انقلاب شمسي
- خرزات بيلي